# España en el Festival de la Canción de Eurovisión 1976
España participó en el Festival de la Canción de Eurovisión 1976. El país fue representado por Braulio con la canción Sobran las palabras, que fue seleccionada mediante una final nacional, la primera que organizó TVE desde 1971 y la última hasta 2000.

## Final nacional
La final nacional se celebró en los estudios de TVE en Madrid, presentada por Pilar Cañada y Jana Escribano. Consistió en tres shows: las primeras 14 canciones fueron presentadas el 8 de febrero de 1976, las otras 14 el 15 de febrero, y los resultados finales el 28 de febrero. El ganador fue elegido por la audiencia, que pudo votar por correo. 14 artistas participaron, cada uno con dos canciones.

### Primer show
| N.º | Canción                             | Artista            | Posición |
| --- | ----------------------------------- | ------------------ | -------- |
| 1   | "Una vez más"                       | Eddie Santiago     | 3        |
| 2   | "Dime"                              | Eddie Santiago     | -        |
| 3   | "Yo soy mujer sin ti"               | María José Prendes | -        |
| 4   | "Adiós amor"                        | María José Prendes | -        |
| 5   | "Perdóname, perdóname"              | Daniel Velázquez   | 4        |
| 6   | "Palabras, solo palabras"           | Daniel Velázquez   | -        |
| 7   | "Piensa en mí"                      | Lorenzo Santamaría | -        |
| 8   | "Si tu fueras mi mujer"             | Lorenzo Santamaría | 2        |
| 9   | "Recuerdos"                         | Nubes Grises       | -        |
| 10  | "Nace el sentimiento"               | Nubes Grises       | -        |
| 11  | "El músico y la rosa"               | Myriam de Ryu      | -        |
| 12  | "Pequeño ruiseñor"                  | Myriam de Ryu      | -        |
| 13  | "A ti que hoy despiertas a la vida" | Braulio            | -        |
| 14  | "Sobran las palabras"               | Braulio            | 1        |

### Segundo show
| N.º | Canción                           | Artista                   | Posición |
| --- | --------------------------------- | ------------------------- | -------- |
| 1   | "Tu mal comportamiento"           | Morena & Clara            | -        |
| 2   | "El chico que yo más quiero"      | Morena & Clara            | -        |
| 3   | "Oyeme"                           | Oscar Janot               | -        |
| 4   | "Ven conmigo"                     | Oscar Janot               | -        |
| 5   | "Para ti"                         | Tony Landa                | -        |
| 6   | "Adiós"                           | Tony Landa                | -        |
| 7   | "Entre los pliegues de una manta" | Don Francisco & José Luis | -        |
| 8   | "Canta y ya seremos dos"          | Don Francisco & José Luis | -        |
| 9   | "Dios bendiga la música"          | Mike Kennedy & Los Bravos | -        |
| 10  | "Nunca nunca nunca"               | Mike Kennedy & Los Bravos | -        |
| 11  | "Ángel mío"                       | Mochi                     | -        |
| 12  | "Vive conmigo"                    | Mochi                     | -        |
| 13  | "Cuando todos cantemos juntos"    | Miguel Ángel              | -        |
| 14  | "Adiós, María"                    | Miguel Ángel              | -        |

## En Eurovisión
Braulio fue el duodécimo en actuar, siguiendo a Finlandia y precediendo a Italia. Recibió 11 puntos por su actuación, acabando decimosexto de dieciocho.
El jurado español estaba presentado por José María Íñigo y compuesto por el jefe de retransmisiones de TVE y presidente Alfonso Lapeña, el escultor Francisco Otero Besteiro, el piloto de motociclismo Ángel Nieto, el actor Javier Escrivá, la actriz Mercedes Alonso, la periodista Pilar Trenas, el torero Pedro Gutiérrez "El Niño de la Capea", el estudiante Florentino Casanova, la actriz Rita Aragón, la estudiante Ana Alonso y la actriz Cristina Galbó.